# Fat Mike
Pour les articles homonymes, voir Fat et Mike.
Fat Mike, de son vrai nom Michael Burkett, est le bassiste et le chanteur principal du populaire groupe de punk rock californien NOFX depuis sa création, en 1983. Il est également bassiste du groupe Me First and the Gimme Gimmes. Avant la création de NOFX, avec Erik Sandin et Eric Melvin, il jouait dans un groupe nommé False Alarm. Il aurait fait connaissance avec les autres membres à l'âge de 17 ans. 
Le surnom Fat Mike ne lui est pas vraiment représentatif, car il n'est pas vraiment obèse. Ce surnom lui est venu lorsqu'il a quitté l'université, alors très mince à ce moment-là, et qu'il y est revenu avec un gain de poids. C'est ainsi que le nom lui est resté à un tel point que sa propre maison de disques se nomme Fat Wreck Chords. Celle-ci, qu'il gère en compagnie de son ex-femme Erin, est l'un des plus importants labels indépendants aux États-Unis. 
Fat Mike a été aussi celui qui a sorti les CD Rock Against Bush (Vol. 1 (2004) & Vol. 2 (2004)) et qui s'occupe de Punk Voter (fondé en 2003) . Ces projets avaient pour but de sensibiliser les fans de musique punk à la politique et de les inciter à voter pour que George W. Bush ne soit pas réélu.
Il a collaboré à l'enregistrement de l'album de 2014 Transgender Dysphoria Blues d'Against Me!, en enregistrant la basse sur 3 morceaux.